# نبردناو کلاس تنسی
نبردناو کلاس تنسی (به انگلیسی: Tennessee-class battleship) یک کلاس از کشتی است.